# Monti Phillips
I monti Phillips sono una catena montuosa situata nella parte nord-occidentale della Terra di Marie Byrd, in Antartide. Sita in particolare sulla costa di Ruppert, la catena, che fa parte del più vasto gruppo delle catene Ford e si estende per circa 45 km in direzione est-ovest proprio davanti alla costa della baia di Block, è affiancata a sud dal ghiacciaio Balchen, che la separa dai monti Fosdick; la sua vetta più alta è quella del monte Paige, che arriva a 1141 m s.l.m..

## Storia
Scoperti il 5 dicembre 1929 nel corso della spedizione antartica comandata da Richard Evelyn Byrd e condotta tra il 1928 e il 1930, e successivamente cartografati più in dettaglio sia durante la spedizione condotta nel 1933-35, sia durante quella del Programma Antartico degli Stati Uniti d'America condotta tra il 1939 e il 1941, entrambe sempre al comando di Byrd, i monti Phillips sono stati così battezzati dallo stesso Byrd in onore di Albanus Phillips, Sr., un imprenditore di Cambridge, nel Maryland, che tra i finanziatori delle spedizioni di Byrd.